# نوفا روما
نوفا روما (بالبرتغالية: Nova Roma‏)؛ بلدية تقع في شمال شرق ولاية غوياس بالبرازيل. يعبرها نهر بارانا  أحد روافد نهر توكانتين.  

## التاريخ
في القرن السابع عشر، كانت مستوطنة ساو تيودورو موجودة في البلدة. وكان تعدين الذهب هو النشاط الاقتصادي الرئيسي.  في عام 1858، تم ترقيتها إلى بلدة باسم نوفا روما، وهي تنتمي إلى فيلا كافالكانتي.  في عام 1943 غيرت المنطقة اسمها إلى غواتسوبا، وعادت إلى نوفا روما مرة أخرى في عام 1947.
في عام 1953 تم نقلها إلى بلدية فيديوروس، وتم تقسيمها في عام 1948 لتسمى باسمها الحالي.

## الحدود
حدود البلدية مع:
- الشمال: مونتي أليغري دي غوياس
- غربًا: تيريسينا دي غوياس وألتو بارايسو دي غوياس
- شرقًا: ساو دومينغوس، غوياس وإياسيارا
- الجنوب: ساو جواو دي أليانسا

## الاقتصاد
يعتمد اقتصاد البلدة على الزراعة وتربية الماشية والخدمات والصناعات التحويلية المتواضعة. في عام 2006 كان هناك 67200 رأس ماشية. كانت المنتجات الزراعية الرئيسية التي تنتجها البلدة اليقطين والأرز والموز وقصب السكر والفاصوليا والذرة.

## معلومات عامة
- المستشفيات: 1 بسعة 14 سريرًا.
- معدل وفيات الرضع: 30.02 وهو أقل من المعدل الوطني البالغ 33.0.
- معدل الإلمام بالقراءة والكتابة للبالغين: 81.9٪ وهو أقل من المعدل الوطني البالغ 86.4٪.
- ترتيب الولاية: 223 (من أصل 242 بلدية)
- الترتيب الوطني: 3323 (من أصل 5507 بلدية)

## وصلات خارجية
- فريجوليتو